# Saint-Cyr-sur-le-Rhône
 Saint-Cyr-sur-le-Rhône ist eine französische Gemeinde mit 1.273 Einwohnern (Stand 1. Januar 2022) im Département Rhône in der Region Auvergne-Rhône-Alpes. Sie gehört zum Arrondissement Lyon und zum Kanton Mornant.

## Nachbargemeinden
Nachbargemeinden von Saint-Cyr-sur-le-Rhône sind Saint-Romain-en-Gal im Norden, Sainte-Colombe im Nordosten, Vienne im Osten, Ampuis im Süden und Loire-sur-Rhône im Westen.

## Bevölkerungsentwicklung
| Jahr                       | 1962 | 1968 | 1975 | 1982 | 1990 | 1999 | 2017 |
| Einwohner                  | 280  | 303  | 406  | 520  | 818  | 960  | 1306 |
| Quellen: Cassini und INSEE |      |      |      |      |      |      |      |

## Sehenswürdigkeiten
- Château de Montlys aus dem 16. Jahrhundert
- Kirche Saint-Cyr

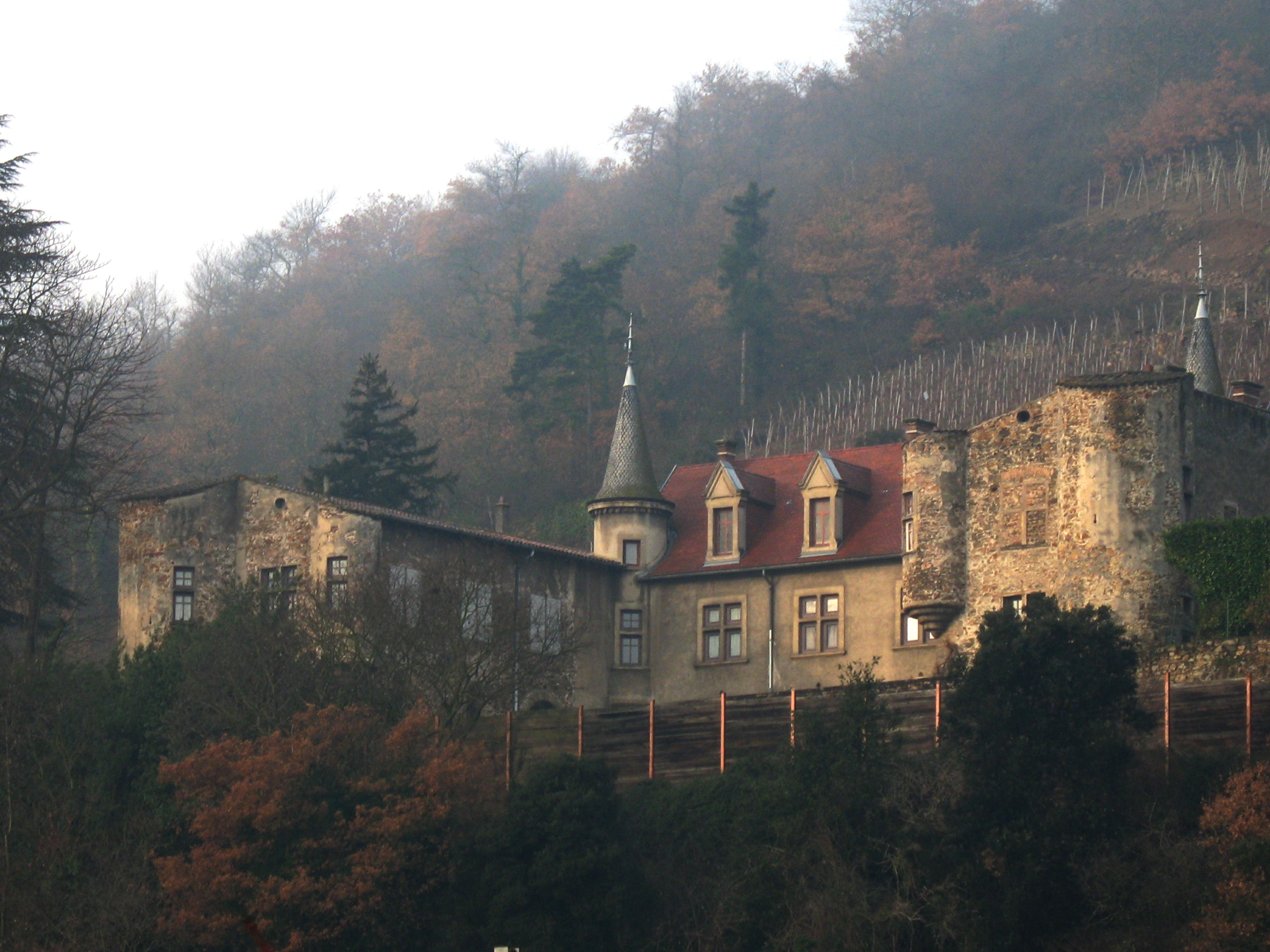
Château de Montlys
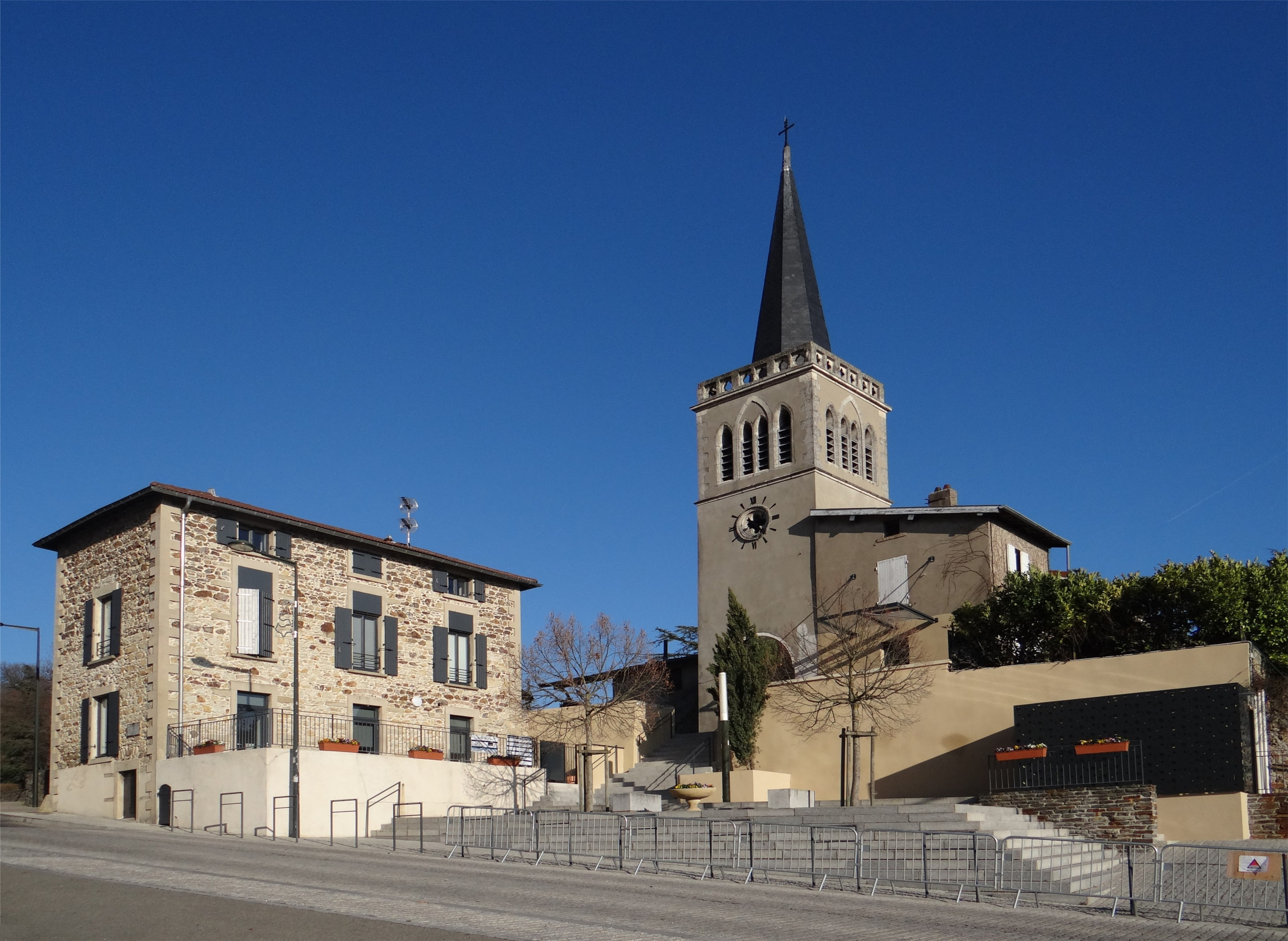
Kirche Saint-Cyr